# نيكتونز (أوروبا)
نيكتونز (بالإنجليزية: Nicktoons) هي تم إطلاق شبكة التلفزيون المدفوع الدولية التي تديرها أوروبا باسم Nicktoons Europe في 1 فبراير 2017. في البداية ، خدمت القناة جميع المناطق داخل أوروبا باعتبارها واحدة من القنوات القليلة جدًا التي استهدفت القارة الأوروبية بأكملها. القناة تخدم مجموعة مختارة من الدول الأوروبية مثل بدأت شبكات فاياكوم سي بي إس أوروبا، الشرق الأوسط، أفريقيا، آسيا في إضفاء الطابع الإقليمي على شبكتها في عام 2017. ومع ذلك ، منذ عام 2020 ، توسعت القناة خارج أوروبا. قناة تلفزيونية أوروبية ، منبثقة عن القناة الأمريكية ، نيكتونز. صدر Nicktoons CEE في 2 أغسطس 2007 (في هولندا) ، ديسمبر 2007 (في ألمانيا) ، 4 فبراير 2013 (في أمريكا اللاتينية) ، 30 سبتمبر 2014 (في أفريقيا) ، 1 فبراير 2017 (في الدول الاسكندنافية) ، 15 فبراير 2017 (في شبه الجزيرة العربية) ، 20 فبراير 2017 (في تركيا) ، 15 فبراير 2018 (في بولندا) ، ديسمبر 2018 (في روسيا) ، في 1 أبريل 2019 (في المجر ورومانيا) ، ويعرض البرمجة من مكتبة الرسوم المتحركة الواسعة لـ نيكلوديون. في 22 يناير 2020 (في أوكرانيا) وفي 14 يوليو 2020 في صربيا وكرواتيا وسلوفينيا وألبانيا. ويستخدم UK version's حزمة رسوم البث على الهواء التي تنتجها Beautiful Creative.
في ألبانيا تبث القناة باللغة الإنجليزية مع ترجمة ألبانية.

## تاريخ
في 1 أبريل 2020، عادت القناة على Sky Deutschland. القناة متوفرة على أو إس إن

## برامج
بعضً من برامج القناة:
- سبونج بوب سكوير بانتس
- الوالدان السحريان
- كوكب شين
- فان بوي وتشام تشام
- بطاريق مدغشقر
- الفرقة السرية لمحاربة الأشرار
- كونغ فو باندا: أساطير الروعة
- أسطورة كورا
- روبوت ومونستر
- سلاحف النينجا
- الوحوش ضد الغرباء
- سانجاي وكريغ
- غزو الأرانب
- هارفي بيكس
- بيغ غوات بانانا و كريكيت

## وصلات خارجية
- موقع بولندي
- الموقع الروماني
- الموقع الهنغاري
- الموقع البلغاري
- الموقع التشيكي